# Ain Erreggada
Ain Erreggada (en àrab عين رقادة, ʿAyn Raggāda; en amazic ⵄⵉⵏ ⵔⴳⴳⴰⴷⴰ) és un municipi de la província de Berkane, a la regió de L'Oriental, al Marroc. Segons el cens de 2014 tenia una població total de 2.694 persones.